# Antharmostes dargei
Antharmostes dargei là một loài bướm đêm trong họ Geometridae.